# Adrián Jusino
Adrián Johnny Jusino Cerruto (Springfield, 9 luglio 1992) è un calciatore boliviano con cittadinanza statunitense, difensore del The Strongest e della nazionale boliviana.

## Carriera

### Club
Ha giocato nel campionato boliviano e statunitense.

### Nazionale
Viene convocato per la Copa América 2019 in Brasile.

## Palmarès

### Club

#### Competizioni nazionali
- Campionato boliviano: 1

Bolívar: Apertura 2019